# Cape Mackintosh
Cape Mackintosh är en udde i Antarktis. Den ligger i Västantarktis. Argentina, Chile och Storbritannien gör anspråk på området.
Terrängen inåt land är mycket platt. Havet är nära Cape Mackintosh åt nordost. Trakten är obefolkad. Det finns inga samhällen i närheten.